# Vendée Globe 2024/2025
Die Vendée Globe 2024/2025  war die zehnte Austragung des Rennens und begann am 10. November 2024. Sie dauerte bis zum 7. März 2025. Es nahmen 40 Boote aus elf Nationen teil, gesteuert von 34 Männern und 6 Frauen. Jean Le Cam war mit 65 Jahren der älteste Teilnehmer, Violette Dorange mit 23 Jahren die jüngste. Aus dem deutschsprachigen Raum nahm der Deutschschweizer Oliver Heer und der Deutsche Boris Herrmann teil; die Deutsch-Französin Isabelle Joschke lebt seit ihrer Kindheit in Frankreich. Die Teilnehmerzahl war bei 40 gekappt, 13 Plätze waren für die Segler vorgesehen, die erstmals mit einem neuen Boot an einem Qualifikationsrennen teilnahmen. Es gab eine Wildcard, mit der die Rennleitung eine Person unabhängig von den Qualifikationsregularien zur Teilnahme einladen konnte. Die restlichen Plätze wurden nach gesegelten Meilen bei offiziellen Rennen vergeben. 44 Personen, davon sechs Seglerinnen und 38 Segler, hatten sich um eine Teilnahme an der Vendée Globe 2024/25 beworben.
Im Laufe der Regatta wurden mehrere Rekorde gebrochen. So erreichten die drei Erstplatzierten das Ziel deutlich schneller als der vorige Rekordhalter Armel Le Cléac‘h; Justine Mettraux segelte die bislang beste Zeit einer Frau. Der Zweitplatzierte Yoann Richomme brach gleich vier Rekorde: den 24-Stunden-Geschwindigkeitsrekord mit einem Einrumpfboot im Einhandsegeln (552 sm, 1022 km), die beste Zwischenzeit bis Kap Hoorn (43 Tage, 11:25:20), gleichzeitig neuer Rekord für die Strecke Kap Leeuwin – Kap Hoorn (13 Tage, 9:13:43) und mit 17,9 Knoten (33 km/h) über Grund die höchste Durchschnittsgeschwindigkeit bei der Vendée Globe. Wenige Tage nach Richomme übertraf wiederum Sébastien Simon dessen Geschwindigkeitsrekord gleich dreimal in Folge und setzte die neue Bestmarke erstmals bei über 600 Seemeilen (615 sm, 1140 Kilometer). Mit Jean Le Cam erreichte der bisher älteste Teilnehmer einer Vendée Globe an Position 20 das Ziel. Für ihn war es die sechste Teilnahme und der fünfte Zieleinlauf innerhalb der Wertung. Rund fünf Tage später überquerte Violette Dorange als bisher jüngste Teilnehmerin die Ziellinie und sicherte sich Platz 25.
Der Neuseeländer Conrad Colman absolvierte seine zweite Vendée Globe erneut ohne die Nutzung fossiler Brennstoffe. Er hatte zwar die vorgeschriebenen 20 Liter Dieselkraftstoff bei sich, die jeder Teilnehmer bei Überquerung der Ziellinie vorweisen muss, deckte seinen Strombedarf aber ausschließlich mit Solarenergie und über Hydrogeneratoren.
Das Zeitlimit für die Regatta war für den 7. März 2025, 8 Uhr UTC festgelegt. Zu dieser Zeit war allein noch der belgische Skipper Denis van Weynbergh unterwegs, der mit DNF (did not finish) gewertet wurde. Er kam am Morgen des 8. März und damit 53 Tage nach dem Sieger bzw. einen Tag über der maximal erlaubten Zeitmarke den Zielhafen.

## Ergebnisse
| Rang | Nation                        | Skipper             | Teilnahme | Yacht                                  | Foils | Zeit [Tage hh:mm:ss] | Strecke über Grund [sm] | Anmerkung |
| ---- | ----------------------------- | ------------------- | --------- | -------------------------------------- | ----- | -------------------- | ----------------------- | --- |
| 1    | Frankreich                    | Charlie Dalin       | 2.        | MACIF Santé Prévoyance                 | ja    | 64 19:22:49          | 27.667,9                | Neue Rekordzeit |
| 2    | Frankreich                    | Yoann Richomme      | 1.        | Paprec Arkéa                           | ja    | 65 18:10:02          | 28.326,1                | Alte Rekordzeit von Armel Le Cléac’h (2016/17) unterboten, mit 17,9 kn (FüG) bisher höchste Durchschnittsgeschwindigkeit |
| 3    | Frankreich                    | Sébastien Simon     | 2.        | Groupe Dubreuil                        | ja    | 67 12:25:37          | 27.807,2                | Alte Rekordzeit von Armel Le Cléac’h (2016/17) unterboten. 41 Tage ohne Steuerbordfoil                                   |
| 4    | Frankreich                    | Jérémie Beyou       | 5.        | Charal                                 | ja    | 74 12:56:54          | 29.048,9                | |
| 5    | Frankreich                    | Paul Meilhat        | 2.        | Biotherm                               | ja    | 74 22:38:15          | 28.051,0                | |
| 6    | Frankreich                    | Nicolas Lunven      | 1.        | Holcim - PRB                           | ja    | 75 07:49:41          | 29.389,3                | |
| 7    | Frankreich                    | Thomas Ruyant       | 3.        | Vulnerable                             | ja    | 75 16:47:27          | 29.359,9                | |
| 8    | Schweiz                       | Justine Mettraux    | 1.        | Teamwork - Team Snef                   | ja    | 76 01:36:52          | 28.101,6                | Bislang schnellste Zeit einer Frau bei der Vendée Globe                                                                  |
| 9    | Vereinigtes Konigreich        | Sam Goodchild       | 1.        | Vulnerable                             | ja    | 76 02:01:45          | 28.557,1                | |
| 10   | Frankreich                    | Benjamin Dutreux    | 2.        | Guyot Environnement - Water Family     | ja    | 77 03:39:24          | 28.514,3                | |
| 11   | Frankreich                    | Clarisse Crémer     | 2.        | L‘occitane en Provence                 | ja    | 77 15:34:28          | 27.901,4                | |
| 12   | Deutschland                   | Boris Herrmann      | 2.        | Malizia - Seaexplorer                  | ja    | 80 10:16:41          | 29.201,1                | |
| 13   | Vereinigtes Konigreich        | Samantha Davies     | 4.        | Initiatives-Cœur                       | ja    | 80 22:13:39          | 28.584,3                | |
| 14   | Frankreich                    | Romain Attanasio    | 3.        | Fortinet - Best Western                | ja    | 83 22:48:18          | 28.898,7                | |
| 15   | Frankreich                    | Damien Seguin       | 2.        | Groupe Apicil                          | ja    | 84 20:31:48          | 29.262,7                | |
| 16   | Frankreich                    | Benjamin Ferré      | 1.        | Monnoyeur - Duo for a job              | nein  | 84 23:19:39          | 28.166,7                | |
| 17   | Frankreich                    | Tanguy Le Turquais  | 1.        | LAZARE                                 | nein  | 84 23:35:29          | 27.862,6                | |
| 18   | Schweiz                       | Alan Roura          | 3.        | Hublot                                 | ja    | 84 23:55:48          | 28.553,6                | |
| 19   | Frankreich Deutschland        | Isabelle Joschke    | 2.        | MACFS                                  | ja    | 85 11:26:36          | 29.659,8                | |
| 20   | Frankreich                    | Jean Le Cam         | 6.        | Tout commence en Finistère - Armor-Lux | nein  | 85 15:51:02          | 27.977,8                | Mit 65 Jahren bisher ältester Skipper einer Vendée Globe                                                                 |
| 21   | Neuseeland Vereinigte Staaten | Conrad Colman       | 2.        | MS Amlin                               | nein  | 85 16:04:33          | 27.913,2                | |
| 22   | Italien                       | Giancarlo Pedote    | 2.        | Prysmian                               | ja    | 85 20:32:01          | 29.192,8                | |
| 23   | Frankreich                    | Guirec Soudée       | 1.        | Freelance.com                          | nein  | 89 20:16:20          | 27.969,8                | |
| 24   | Japan                         | Kojiro Shiraishi    | 3.        | DMG Mori Global one                    | ja    | 90 21:34:41          | 28.696,1                | |
| 25   | Frankreich                    | Violette Dorange    | 1.        | Devenir                                | nein  | 90 22:37:09          | 28.057,2                | Mit 23 Jahren bisher jüngste Skipperin einer Vendée Globe                                                                |
| 26   | Frankreich                    | Louis Duc           | 1.        | Fives Group - Lantana Environnement    | nein  | 91 00:08:48          | 28.142,4                | |
| 27   | Frankreich                    | Sébastien Marsset   | 1.        | Foussier                               | nein  | 91 00:35:35          | 27.894,5                | |
| 28   | Frankreich                    | Antoine Cornic      | 1.        | Human Immobilier                       | nein  | 96 01:00:59          | 27.202,7                | |
| 29   | Schweiz                       | Oliver Heer         | 1.        | Tut gut.                               | nein  | 99 05:27:34          | 27.724,4                | |
| 30   | China Volksrepublik           | Xu Jingkun          | 1.        | Singchain Team Haiku                   | ja    | 99 20:06:11          | 27.616,1                | Erster chinesischer Teilnehmer                                                                                           |
| 31   | Frankreich                    | Manuel Cousin       | 2.        | Coup de Pouce                          | nein  | 111 00:38:38         | 29.349,9                | |
| 32   | Frankreich                    | Fabrice Amedeo      | 3.        | Nexans - Wewise                        | nein  | 114 01:58:49         | 28.926,3                | |
| DNF  | Belgien                       | Denis van Weynbergh | 1.        | D’Ieteren Groupe                       | nein  | —                    | —                       | Keine Wertung wegen Zeitüberschreitung.                                                                                  |
| RET  | Frankreich                    | Arnaud Boissières   | 5.        | La mie Câline                          | ja    | —                    | —                       | Ausgeschieden am 2. Februar wegen Mastbruch am 30. Januar                                                                |
| RET  | Frankreich                    | Éric Bellion        | 2.        | Stand as one - Altavia                 | nein  | —                    | —                       | Ausgeschieden am 12. Januar wegen Problemen mit der Takelage und drohendem Mastbruch                                     |
| RET  | Frankreich                    | Yannick Bestaven    | 3.        | Maître Coq V                           | ja    | —                    | —                       | Ausgeschieden am 30. Dezember wegen Schäden am Steuersystem                                                              |
| RET  | Ungarn                        | Szabolcs Weöres     | 1.        | New Europe                             | nein  | —                    | —                       | Ausgeschieden am 17. Dezember aufgrund irreparabler Schäden in der Takelage                                              |
| RET  | Vereinigtes Konigreich        | Pip Hare            | 2.        | Medallia                               | ja    | —                    | —                       | Ausgeschieden am 16. Dezember wegen Mastbruch                                                                            |
| RET  | Frankreich                    | Louis Burton        | 4.        | Bureau Vallée                          | ja    | —                    | —                       | Ausgeschieden am 4. Dezember wegen Schäden in der Takelage                                                               |
| RET  | Frankreich                    | Maxime Sorel        | 2.        | V and B - Monbana - Mayenne            | ja    | —                    | —                       | Ausgeschieden am 15. November aufgrund eines Bänderrisses am Sprunggelenk                                                |

- DNF = did not finish (nicht beendet), RET = retired (ausgeschieden)